# Eutrogia subcoeca
Eutrogia subcoeca là một loài bướm đêm trong họ Noctuidae.